# Heinrich Haug
Heinrich Haug (* 1900; † 1981) war ein deutscher Journalist.

## Leben
Haug war von 1928 an Chefredakteur des Öttinger Anzeigers und des Burghauser Anzeigers. Wegen seiner Mitgliedschaft bei der Bayerischen Volkspartei wurde er 1935 aufgrund politischer Unzuverlässigkeit entlassen. In den folgenden Jahren arbeitete er als Anzeigenleiter im Verlag von Hans Geiselberger, nahm am Zweiten Weltkrieg teil und war von 1940 bis 1945 Leiter des Lohnbüros der Vereinigten Aluminiumwerke in Töging. Gegen Kriegsende beteiligte er sich am Aufstand der Freiheitsaktion Bayern in Altötting.
Er war Mitbegründer und Geschäftsführer des CSU-Kreisverbandes Altötting und Mitglied des Altöttinger Stadtrates. Im September 1946 erhielt er von der amerikanischen Militärregierung eine Zeitungslizenz und wurde Mitherausgeber des Südost-Kuriers in Bad Reichenhall. 1949 kehrte er als Verlagsleiter und Chefredakteur zum wiedergegründeten Öttinger Anzeiger/Burghauser Anzeiger zurück.

## Ehrungen
- 1973: Verdienstkreuz am Bande der Bundesrepublik Deutschland[1]